# Vadim Afonin
Vadim Afonin (Tashkent, 29 settembre 1987) è un ex calciatore uzbeko, di ruolo centrocampista.

## Carriera

### Club
Ha giocato nella prima divisione uzbeka ed in quella russa.

### Nazionale
Ha giocato nelle nazionali giovanili uzbeke Under-17, Under-20 ed Under-21.
Tra il 2012 ed il 2017 ha giocato complessivamente 6 partite con la nazionale maggiore uzbeka.

## Palmarès

### Club

#### Competizioni nazionali
- Pervenstvo Futbol'noj Nacional'noj Ligi: 1

Orenburg: 2017-2018